# الخربة (حفاش)

تعديل مصدري - تعديل

الخربة هي إحدى قرى عزلة الذارى بمديرية حفاش التابعة لمحافظة المحويت، بلغ تعداد سكانها 252 نسمة حسب تعداد اليمن لعام 2004.